# Haludaria melanampyx
Haludaria melanampyx és una espècie de peix d'aigua dolça de la família dels ciprínids i de l'ordre dels cipriniformes que es troba a l'Índia. Va ser descrit com a Puntius melanampyx per l'ictiòleg Francis Day el 1865.
Els adults poden assolir fins a 7,5 cm de longitud total.